# معجزة 1511
معجزة 1511 (بالهولندية: De sneeuwpoppen van 1511) كانت السنة التي احتفل فيها سكان بروكسل المحليين ببناء حوالي 110 رجال ثلج بمظهر ساخر وإباحي. من الأمثلة على المجسمات الثلجية التي بُنيت آنذاك كانت لراهبة تغري رجلا وامرأة ثلجية تضاجع رجلا ثلجيا أمام نافورة المدينة وفتًى ثلجي يتبول في فم رجل ثلجي ثَمِل.
كما كان هناك أحصنة ثلجية أحادية القرن وحوريات بحر ثلجية وطبيب أسنان ثلجي وبائعات هوى ثلجيات يغوينَ الناس في مقاطعة الضوء الأحمر أو مقاطعة المتعة (مقاطعة تحوي أعمالا تجارية جنسية) بالمدينة.
من ضمن رجال الثلج السياسيين الذين بُنيوا كانت «عذراء ثلجية بأحادي قرن على فخذها» والتي بُنيت أمام القصر الدوقي في كودنبيرج، منزل إمبراطور رومانيا المقدسة كارلوس الخامس. وُضِع هناك كاحتجاجٍ لتغيبه والعيش مع عمته الدوقة مارغريت من النمسا في ميشيلين.
سبقت المعجزة ستة أسابيع من الطقس البارد المحاذي للنمو السكاني الهائل والثراء الفاحش المتفاوت بين الفلاحين والحاكمين آل هابسبورغ. قرر السكان المحليين استخدام رجال الثلج كنوع من المظاهرة. كل الأفراد من الطبقات الاجتماعية الاقتصادية المختلفة بنوا أشكالا مختلفة من رجال الثلج. ونتيجةً لذلك، دمر الفقراء رجال الثلج الذين بُنيوا بأيادي الطبقات الحاكمة. وفي النهاية، انقضت المعجزة عندما ذاب الثلج أثناء الربيع الدافئ الذي تلى الأيام الباردة مما أدى لفيضانٍ في بروكسل. لاحقا في ذلك الشهر عندما جفت المياه عن الأرض تبرع ملك فرنسا بألف قطعة نقدية ذهبية للمدينة.
كتب الشاعر الهولندي جان سميكن حول هذه المعجزة في قصيدته "Dwonder van claren ijse en snee" [معجزة الصقيع والثلج].